# Владимир Пономарьов
Владимир Пономарьов (на руски: Владимир Пономарёв) е съветски футболист и треньор. Почетен майстор на спорта на СССР (1969).

## Кариера
Син е на нападателя Динамо Москва Алексей Пономарьов. Кариерата си започва в резервите на Динамо като нападател, но треньорът Михаил Якушин решава, че Владимир е прекалено податлив към контузии и се отказва от него. В периода 1960 – 1961 г. играе за Волга (Калинин). През 1962 г. той е поканен в Спартак Москва, но скоро е повикан в армията в ЦСКА (Москва). Под ръководството на Вячеслав Соловьов от нападател е преквалифициран като десен защитник. Дебютът му на тази позиция е срещу Динамо (Тбилиси), като успява да опази голямата звезда на грузинците Михаил Месхи. Приключва с футбола на 29-годишна възраст, поради контузия.
За националния отбор на СССР изиграва 25 мача. Заема 4-то място на Световното първенство през 1966 г., като играе в 5 от шестте мача на шампионата. По 5 срещи записват още Алберт Шестерньов, Валерий Воронин, Едуард Малофеев, Анатолий Банишевски.

## Извън футбола
След края на кариерата си служи в Съветската армия в Унгария и достига звание полковник. През 90-те години има собствено кафене. Изявява се като анализатор на играта на ЦСКА (Москва).